# بيرينده

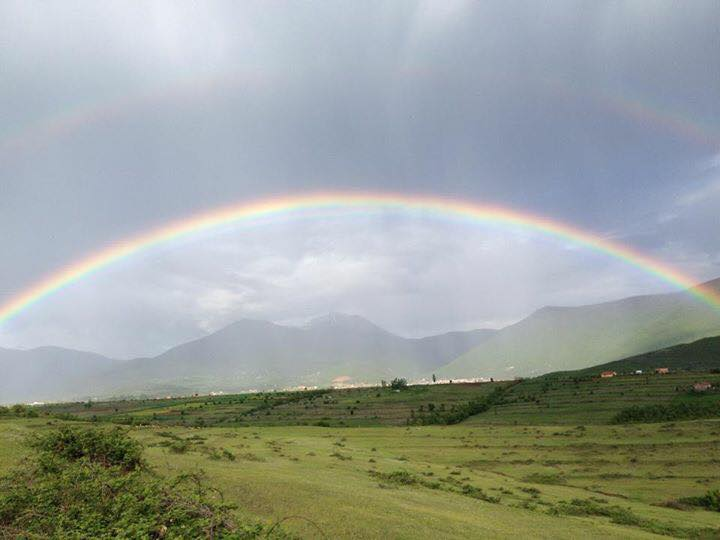

بيرينده كانت إلهة الحب في الفلكلور الألباني. لقد كانت زوجة الإله بيريندي وذكرت في الأساطير الألبانية بلقب «زوجا إي بوكوريس» أي ملكة الجمال. عندما أصبحت ألبانيا مسيحية في أوائل العصور الوسطى بُجّلت بيرينده بالولي القاصر.